# Chamefity

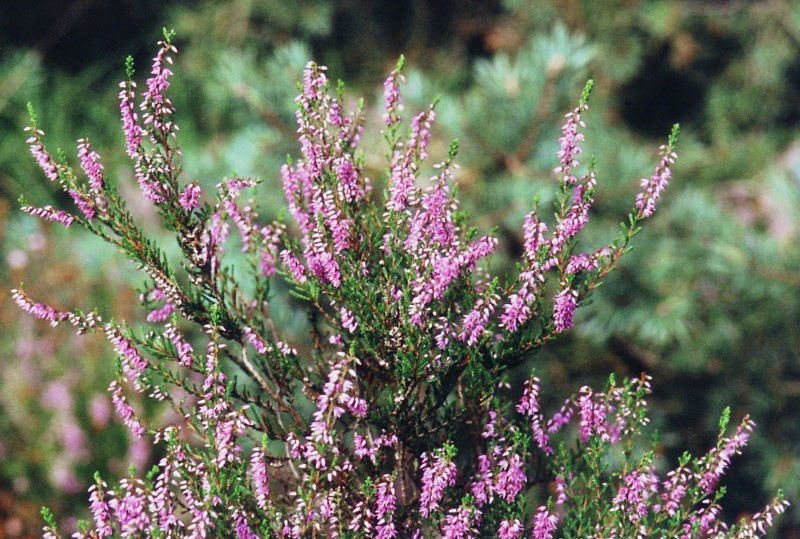
Wrzos zwyczajny jest krzewinką

Chamefity, chameofity (gr. χαμαί chamaí = na ziemi, φυτόν phytón = roślina), rośliny niskopączkowe – jedna z form życiowych roślin z klasyfikacji opracowanej przez Christena Raunkiæra. Obejmuje rośliny, których pączki umożliwiające odtworzenie się rośliny w przyszłym sezonie wegetacyjnym znajdują się ponad ziemią, ale nie wyżej niż 0,3 m–0,5 m. Takie usytuowanie pąków zimujących jest przystosowaniem do przetrwania niekorzystnej dla wegetacji pory roku – pod pokrywą śnieżną chronione są przed przemarznięciem. Karłowy wzrost umożliwia tej grupie występowanie także w ekosystemach suchych i gorących (pustynnych). 
Do chamefitów należą krzewinki (np. wrzos zwyczajny), półkrzewy, których dolna część pędów jest zdrewniała, a górna obumiera w niekorzystnych warunkach (np. psianka słodkogórz) oraz rośliny poduszkowe (np. skalnica tatrzańska, lepnica bezłodygowa). Chamefity są bardzo rozpowszechnione w strefach o surowym klimacie, np. w tundrze lub w wyższych partiach gór.